# Ostseefinnische Sprachen

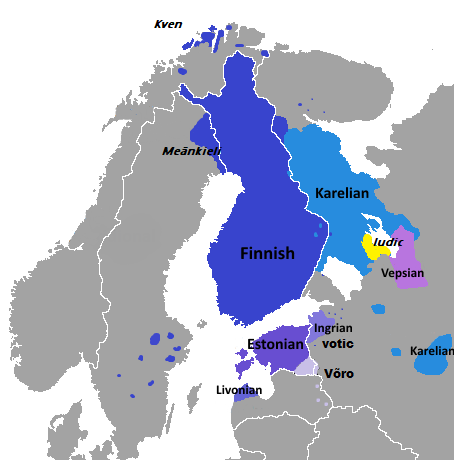
Die ostseefinnischen Sprachen (engl.)

Die ostseefinnischen Sprachen sind eine Untergruppe der finno-ugrischen Gruppe innerhalb der uralischen Sprachfamilie. Sie werden in Finnland, Estland, Schweden, Norwegen, Lettland, Karelien, Ingermanland und rund um die großen Seen sowie im Raum Twer im Nordwesten Russlands gesprochen.

## Klassifikation der Sprachen
Zu den ostseefinnischen Sprachen gehören zehn bis zwölf Sprachen:
- Finnisch
  - eigentl. Finnisch
  - Meänkieli (bzw. Tornedalfinnisch) (im Tornedalen [Schweden])
  - Kvenisch (bzw. Quänisch) (in Finnmark und Troms [Norwegen])
- Ischorisch (bzw. Ingrisch oder Ingermanisch) (in Russland)
- Karelisch (in Russland)
  - eigentl. Karelisch
  - Lüdisch
  - Olonetzisch (auch Livvisch genannt)
- Estnisch
  - Südestnisch (vor allem Võro, aber auch Tartu, Mulgi und Seto) (in Estland)
- Livisch (in Kurland [Lettland])
- Wepsisch (in Russland)
- Wotisch (in Russland)

## Charakteristika
Die ostseefinnischen Sprachen liegen geographisch gesehen an der westlichen Peripherie des uralischen Sprachgebietes. Nächste Verwandte sind die samischen Sprachen im Norden sowie die wolgafinnischen Sprachen Zentralrusslands.
Typologisch gesehen weist das Ostseefinnische einige Besonderheiten auf.
Auf der Ebene der Phonetik zählen dazu die Vokal- und Konsonantenquantität (erstere nicht im Wepsischen) sowie der Reichtum an Diphthongen. Der Konsonantismus ist im Zentrum des Sprachgebiets eher schwach ausgeprägt, während insbesondere in den östlicher gelegenen Sprachen eine Angleichung an das russische Phoneminventar stattfindet.
Die Morphologie ist durch eine Mischung aus flektiven und agglutinierenden Mitteln gekennzeichnet. Im Rahmen von Flexion, Komposition und Derivation werden die Wortstämme oder Basislexeme phonetisch angeglichen (sog. Stufenwechsel). Allgemein werden modifizierende Elemente wie in anderen uralischen Sprachen nachgestellt oder suffigiert. Präfigierung und Präponierung finden sich ebenfalls in unterschiedlichem Maße, sind dann aber fast ausschließlich auf Sprachkontakt mit indogermanischen Sprachen zurückzuführen.
Die Kasussysteme sind in allen Sprachen sehr stark ausgebaut und umfassen mindestens 11 (Livisch), teils aber auch bis über zwanzig (Wepsisch) Kasusbeziehungen. Die Angaben dazu schwanken meist mehr oder weniger stark, da die ostseefinnischen Kasus mit Ausnahme von Nominativ, Genitiv und dem morphologisch meist nicht selbständigen Akkusativ keine grammatischen, sondern semantische Verhältnisse ausdrücken. Diese können dort wie auch in anderen Sprachen ohne Bedeutungsänderung durch Adpositionen ausgedrückt werden, sodass die Grenze zwischen Kasus und Strukturwort fließend ist. Eine Besonderheit des Ostseefinnischen ist der Partitiv, der hauptsächlich zur Unterscheidung von Partial- und Totalobjekt genutzt wird.

## Sprachgeschichte
Ostseefinnische Stämme bevölkerten bereits zu Beginn unserer Zeitrechnung die Gebiete um den Ladogasee und den Finnischen Meerbusen in unmittelbarer Nachbarschaft zu Balten und Germanen und werden bereits von Tacitus in seiner Germania als fenni erwähnt. So wurden die ostseefinnischen Sprachen bereits in frühester Zeit von indogermanischen Sprachen beeinflusst. Zahlreiche Entlehnungen aus dem Germanischen weisen eine urgermanische Form auf, die etwa auf eine Stufe mit dem Gotischen zu stellen ist, vgl. König und Ring, finnisch kuningas und rengas, germanisch (rekonstruiert) *kuningaz und *hrengaz. Auch in der späteren (getrennten) Entwicklung der ostseefinnischen Sprachen übernahm vor allem das Finnische immer wieder Lehnwörter aus verschiedenen Sprachstufen der nordgermanischen Sprachen, aber auch aus der slawischen Vorläufersprache des Russischen, weshalb die ostseefinnischen Sprachen auch für die germanische und slawische Sprachforschung von großem Interesse sind. Mit Beginn der Herrschaft Schwedens über Finnland hat das Schwedische weitere Einflüsse auf das Finnische ausgeübt, das Estnische wurde über den Deutschen Orden vom Niederdeutschen beeinflusst. Aus jüngerer Zeit stammen die Spuren aus dem Russischen, vor allem in den ostseefinnischen Sprachen Russlands.
Das älteste bekannte Dokument in einer ostseefinnischen Sprache ist der Birkenrindentext Nr. 292.